# Горяшко, Алексей Маркиянович
Алексей Маркия́нович Горя́шко (28 мая 1934 года, село Пересечное, теперь поселок Дергачевского района Харьковской области — 5 октября 2021 года, Москва, Россия) — советский пилот гражданской авиации, государственный деятель, один из руководителей Министерства гражданской авиации СССР.

## Биография
Родился в семье рабочего.
В 1953 году окончил Харьковскую спецшколу Военно-воздушных сил СССР, в 1956 году окончил Краснокутское лётное училище гражданской авиации (Саратовская область, РСФСР).
В 1956—1967 г. — пилот, пилот-инструктор, заместитель командира, командир летного отряда Харьковского объединённого авиационного отряда.
Член КПСС с 1960 года.
В 1967—1970 г. — командир Донецкого объединённого авиационного отряда.
Освоил семь типов воздушных судов. В 1969 году окончил Высшее авиационное училище гражданского воздушного флота в Ленинграде.
В 1970—1987 г. — начальник Украинского управления гражданской авиации. Руководил авиационными работами по ликвидации последствий аварии на Чернобыльской АЭС
В 1987—1988 г. — 1-й заместитель председателя Государственного авиационного надзора СССР при Совете Министров СССР.
В 1988—1990 г. — заместитель, в 1990—1991 г. — 1-й заместитель министра гражданской авиации СССР.
Депутат Верховного Совета УССР 8-11-го созывов. Кандидат в члены ЦК КПУ в 1976—1981 годах. Член ЦК КПУ в 1981—1990 годах.
С 1992 г. — региональный представитель Аэрофлота Российской Федерации в Австралии и странах Юго-Восточной Азии.
После выхода на пенсию председатель некоммерческого партнерства «Клуб ветеранов высшего руководящего состава гражданской авиации «Опыт».

## Награды и звания
- Орден Ленина[3]
- Два ордена Трудового Красного Знамени[3]
- Орден Дружбы народов[3]
- Орден «Знак Почёта»[3]
- Лауреат Премии Совета министров СССР и Государственной премии Украинской ССР в области науки и техники (1976)[3]
- Заслуженный пилот СССР (17.8.1971)[3]
- Почётный работник транспорта России (2014)[5]
- Почётная грамота Кабинета Министров Украины (22 марта 2004 года) — за весомый личный вклад в развитие экономики Украины, укрепление сотрудничества между Украиной и Российской Федерацией[6]